# Nut en Schadelijk
Nut en Schadelijk was een plantage in Suriname. Ze lag in het district Commewijne aan de rechteroever van de rivier de Commewijne, tussen de plantages Brouwerslust en Killenstein. In de volksmond werd de plantage Schaddreen of Skadren genoemd.

## Geschiedenis

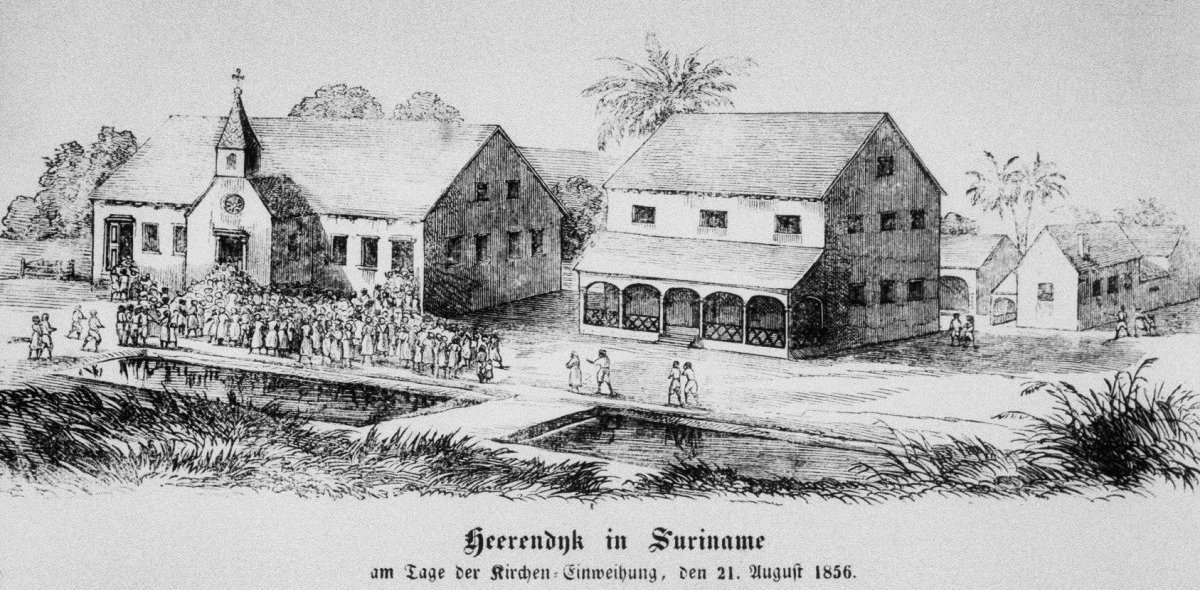
Inwijding kerk zendingspost Heerendijk, 1856

De plantage werd omstreeks 1745 als koffieplantage aangelegd door Charles Godefroy. Zoals vele plantages in dit gebied werd de oorspronkelijke 500 akkers al snel uitgebreid tot 725 akkers. De volgende eigenaar was Andreas Reynsdorp, die getrouwd was met een stiefdochter van Godefroy. Reynsdorp was tevens eigenaar en naamgever van de koffieplantage 'Reijnsdorp', eveneens in het Commewijnedistrict gelegen.
Clasina Alexandria Reynsdorp (1769–1797) trouwde met de militair Willem Benjamin van Panhuys (1764-1816), die na haar vroege dood Nut en Schadelijk erfde. Panhuys kocht in 1811 ook de plantage 'Alkmaar', aan de overzijde van de rivier. Met zijn tweede vrouw, de Duitse kunstenares Louise van Panhuys (1763-1844), woonde hij hier met onderbrekingen van 1811 tot 1816. In dat laatste jaar was hij kortstondig gouverneur-generaal van Suriname. Na zijn plotselinge dood keerde zijn vrouw nog in hetzelfde jaar terug naar haar geboortestad Frankfurt am Main. Daar bevinden zich in de universiteitsbibliotheek enkele tientallen aquarellen van haar hand, die in deze periode in Suriname, dus ook op Nut en Schadelijk, tot stand zijn gekomen.
Na 1843 was de plantage tijdelijk verlaten. In 1856 werd op de plantage de Hernhutterspost 'Heerendijk' ingewijd.
Bij de afschaffing van de slavernij in 1863 was Coenraad Isaac van West de eigenaar. Hij was toen ook eigenaar van de buurplantage 'Brouwerslust'. Daarna werd E.M. Curiel de eigenaar. Zoals bij de meeste plantages in dit gebied werd overgeschakeld op cacao en banaan. In de jaren dertig was de firma Duringen de eigenaar. Er werd toen echter niets met de plantage gedaan.

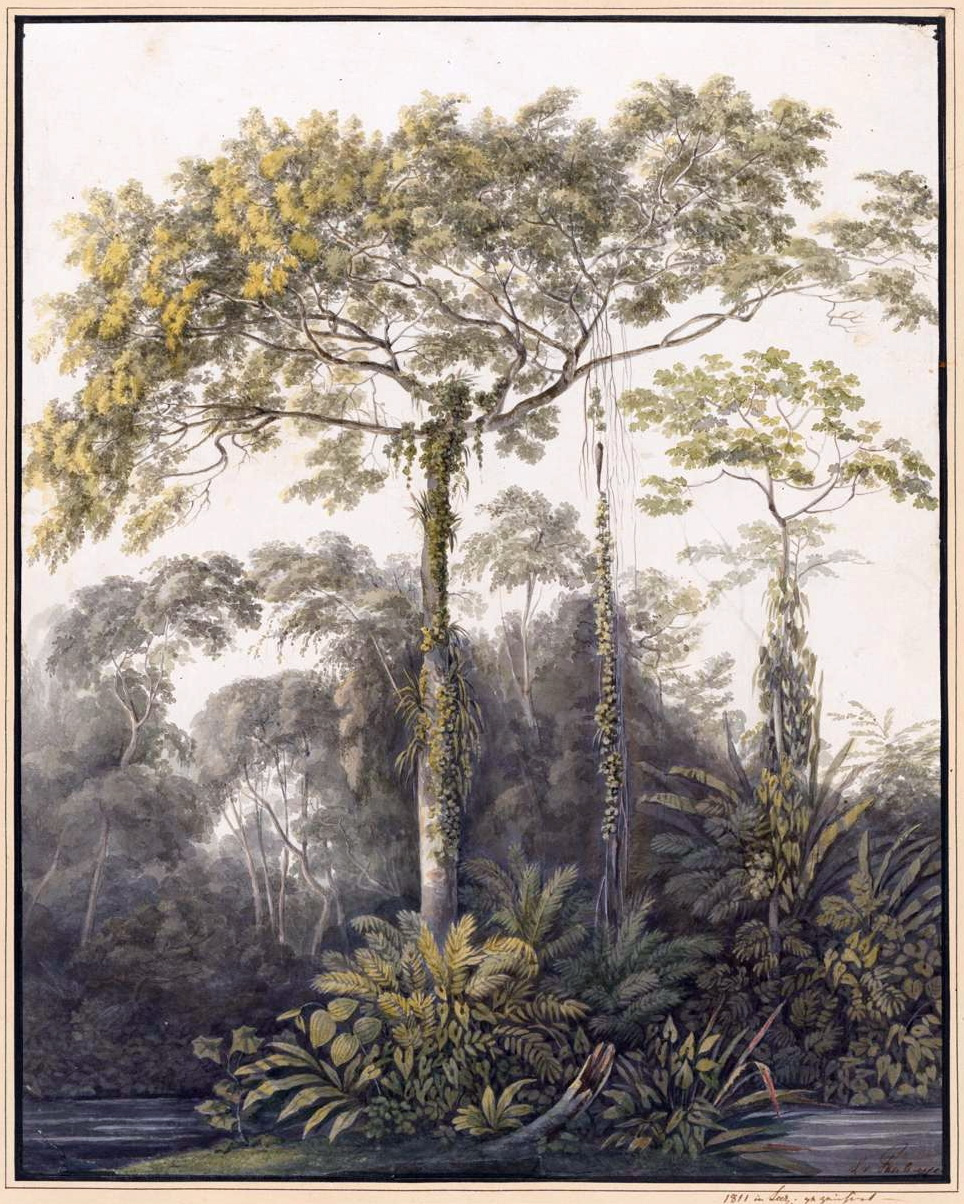
Bossen bij de plantage (Louise van Panhuys, 1811)
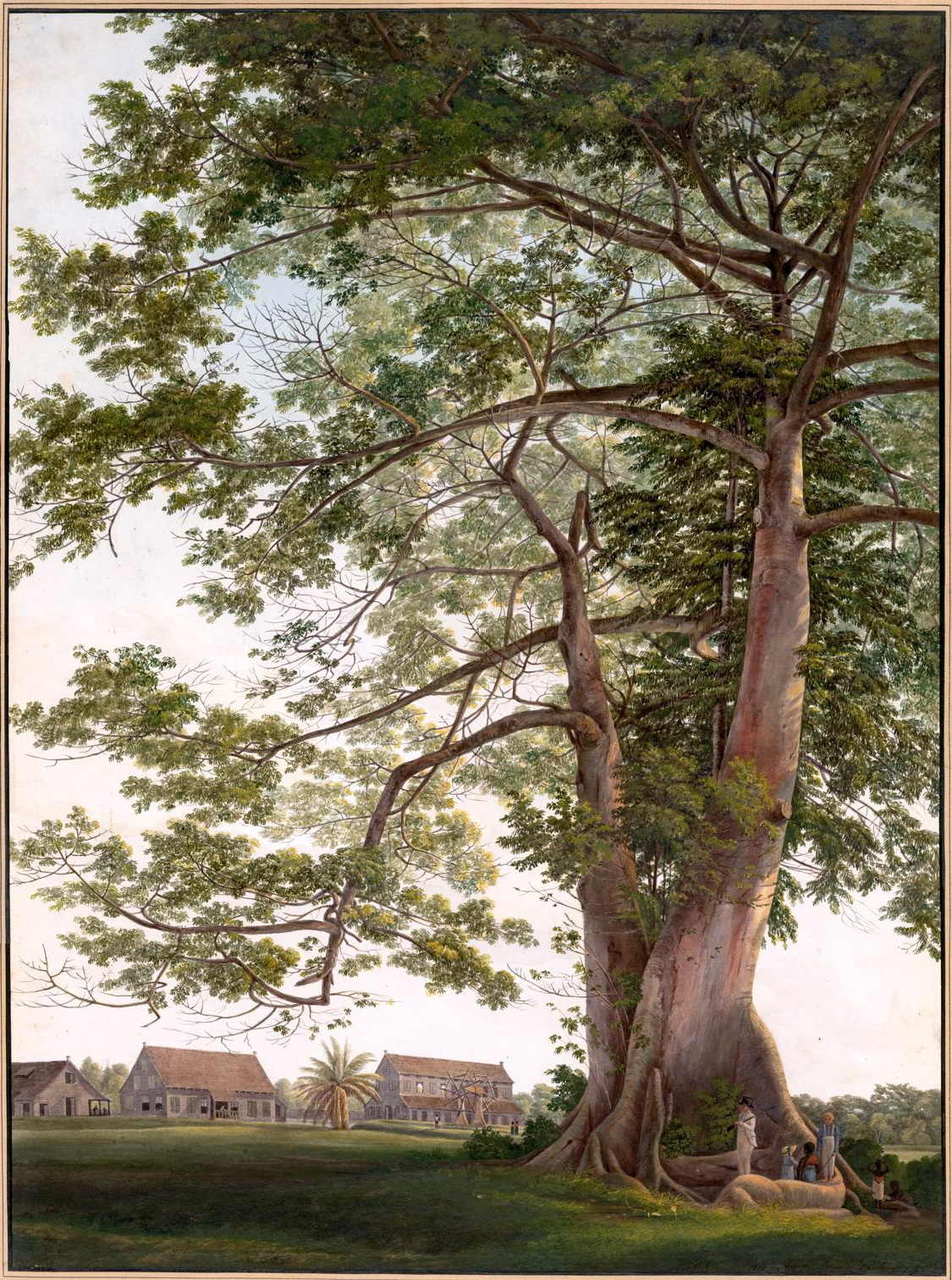
Plantage Nut en Schadelijk (Louise van Panhuys, 1813)
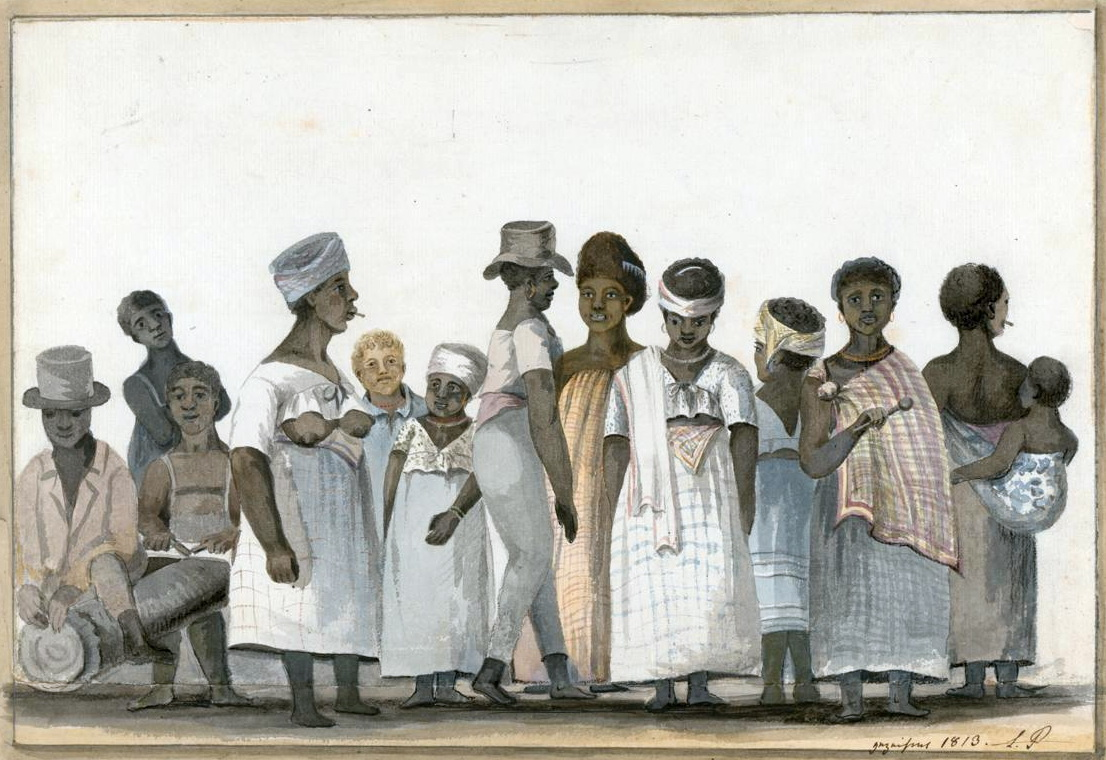
"Negerdans" (Louise van Panhuys, 1813)

A la bonne heure · Anna's Zorg · Akkerboom · Alliance · Alkmaar · Andresa · Auka · Andreesgift · Bantaskine · Barbados · Batavia · Beekenhorst · Belladrum · Bellevue · Belwaarde · Beninenburg · Berg en Dal · Bergen op Zoom · Berlijn (Commewijne) · Berlijn (Para) · Bethlehem · Boksweide · Boston · Botany Bay · Boxel · Bronswijk · Brouwerslust · Bruinendaal · Bucklebury · Buitenrust · Burnside · Cadrosspark · Caledonia · Campenburg · Cannewapibo · Catharina Sophia · Clevia  · Cliffort-Kokshoven · Clyde · Concordia · Concordia en een Kwart Lot · Courcabo · De Dageraad · De Goede Vriendschap · De Resolutie · De Vier Hendrikken · Diamond · Dijkveld · Domburg · Dordrecht · Eendragt · Elisabeth's Hoop · Ellen · L'Espérance (Nickerierivier) · L'Espérance (Surinamerivier) · Esthersrust · Fairfield · Fortuin · Flora · Florentia · Frederiksburg · Frederiksdorp · Frederikslust · Geertruidenberg · Geyersvlijt · Glensander · Gloria · Groot Chatillon · Groot Marseille · Guadeloupe · Hague · Hamburg · Hamilton · Hamptoncourt · Hannover · Hazard · Hebron · Hecht en Sterk · Hooyland · Hope · Houttuin · Huntly · Huwelijkszorg · Inverness · Jagtlust · Jodensavanne · Johan & Margaretha · Johanna Catharina · Johanna Maria · Johannesburg · John · Katwijk · Kent · Kerkshoven · Killenstein · Klein Bellevue · Kleinhoop · Krappahoek · Kroonenburg · Kwatta · La Jalousie · La Prosperité · La Rencontre · La Ressource (Saramacca) · La Ressource (Surinamerivier) · La Singularité · Laarwijk · Leasowes · Leliëndaal · Leonsberg · Livorno · Longmay · Lunenburg · Lust en Rust · Lustrijk · Maasstroom · Margarethenburg · Maria Petronella · Mariënbosch · Mariënburg · Margaretha's Gift · Mary's Hope · Meerzorg · Merveille · Moed en Kommer · Mon Bijou · Mon Souci · Mon Trésor · Monnikendam · Mopentibo · Morgenster · Moy · Nieuw Mocha · Nieuwzorg · Nieuwe Aanleg · De Nieuwe Grond · Nijd en Spijt · Novar · Nursery · Nut en Schadelijk · Onoribo · Onverwacht · Oranibo · Ornamibo · Overbrug · Overtoom 
· Oxford · Palestina · Paradise · Persévérance · Petersburg · Picardië · Peperpot · Pieterszorg · Plaisance · Poelwijk · Potosie · Purmerend · Reijnsdorp · Reijnsfort · Rijnberk · Roosenburg · Rorac · Rust en Werk · Rustenburg · Saltzhalen · Sans Souci · Saphir · Sarah · Sardam · Schaapstede · Schoonoord · Sinabo en Gelre · Sint Barbara · Sint Eustatius · Slootwijk · Sorgvliet · Spieringshoek · Standvastigheid · Suidwijn · Suzanna's Daal · Toevlugt (Surinamerivier) · Tout Lui Faut · Toledo · Totness · Tyronne · 't Vertrouwen · Victoria · Vierkinderen · Visserszorg · Voorburg · Voorzorg (Saramacca) · Vossenburg · Vredenburg · Vriendsbeleid en Ouderzorg · Vreeland · Waltonhall · Waldijk · Waterloo · Wederzorg · Welbedacht · Welgelegen (Commewijne) · Welgelegen (Coronie) · Welgevallen · Weltevreden · Wolffs Capoerica · Wolfenbüttel · 't Ylant · Zoelen · Zorg en Hoop (hout) · Zorg en Hoop (indigo) · Zorg en Hoop (katoen) · Zorg en Hoop (suiker)